# Amplified
amplified（アンプリファイド）は、1990年生まれの3人組による香港発のロックバンドである。
SME主催の「第1回インターナショナル・オーディション」でNO.1に輝いた（応募は1000以上）。the pillowsのファンでファーストシングルも彼ら同じく、雨をテーマにした楽曲。3人とも親の仕事の関係上いろんな国を飛び回っており、香港のインターナショナルスクールや、アメリカのセントポールズ・ハイスクールに通っていた。

## メンバー
- Chris Edwards（クリス・エドワーズ）
  - 担当はボーカル、ギター。出身地はオーストラリア（国籍はイギリス）。誕生日は1990年7月14日。
- Terrence Ma（テレンス・マー）
  - 担当はボーカル、ベース。出身地はカナダ。誕生日は1990年6月8日。
- Kai-Yuan Neo（カイ・ユアン・ネオ）
  - 担当はドラム。出身地はシンガポール。誕生日は1990年6月30日。

## 楽曲

### シングル
| 枚  | 発売日        | タイトル    |
| --- | ------------- | ----------- |
| 1st | 2006年7月19日 | MR.RAINDROP |

### アルバム
| 枚  | 発売日        | タイトル              |
| --- | ------------- | --------------------- |
| 1st | 2006年8月2日  | TURN IT UP!           |
| 2nd | 2007年7月25日 | Sesh The Sweet Sounds |